# Antonio Giolitti
Antonio Giolitti, född 12 februari 1915 i Rom, död på samma ort 8 februari 2010, var en italiensk politiker. Hans farfar Giovanni Giolitti var en liberal premiärminister.
Antonio Giolitti gick 1940 med i Italienska kommunistpartiet. Han blev 1948 och 1953 invald i Deputeradekammaren som kommunist. Ungernrevolten år 1956 påverkade Giolittis beslut att 1957 byta parti till socialistpartiet.
Han var minister bland annat under Aldo Moro och medlem i Europeiska kommissionen 1979-1984.
Efter en konflikt med socialistpartiets ledare Bettino Craxi lämnade han 1987 partiet. Han var ledamot av Italienska senaten 1987-1992. Han blev invald i senaten som obunden på kommunistpartiets lista.